# شبکه بین‌المللی حقوق کاریکاتوریست‌ها
شبکه بین‌المللی حقوق کاریکاتوریست‌ها یک سازمان غیرانتفاعی است به نظر می‌رسد برای آزادی بیان و حقوق بشر و همچنین حمایت از حق کارتونیست‌ها و کاریکاتوریست‌ها را در برنامه کار خود دارد.
این سازمان به کارتونیست‌ها و کاریکاتوریست‌هایی در سراسر جهان که به دلیل انتشار آثار شان و همچنین انتقادهای آزادانه از حکومت‌ها و دولت‌ها برای حفظ آزادی بیان و رعایت موازین حقوق بشر مورد تهدید و ضرب وشتم یا زندانی و حبس شده‌اند کمک می‌کند تا پناهگاهی امن پیدا کنند و همچنین به آنان کمک مالی و اجتماعی و مشاوره‌ای می‌کند.

## افراد کلیدی سازمان
- Robert Russell رابرت راسل
- Joel Pett جویل پت
- Michael de Adderمیشل ادر
- Nikahang Kowsarنیک آهنگ کوثر
- John Lentجان لنت

## اهدا جوایز و نشان
- 'جایزه و نشان بین‌المللی شجاعت'
- ایرانیان نامزد شده
  - آتنا فرقدانی[۷]
  - مانا نیستانی[۸]
  - نیک آهنگ کوثر[۹]
  - علی درانی ایتن فیش" یا "ماهی خورده شده"[۱۰]